# Jacques Tanné
Jacques Bio Tanné est un prélat béninois de l'Église catholique romaine. Il est le premier prêtre béninois de la préfecture apostolique de Parakou et le premier prêtre issue de l'ethnie Bariba au Bénin.

## Biographie

### Origines et études
Jacques Tanné est né vers 1935 à Ouénou dans la commune de N’Dali, département du Borgou. Il commence l’école à Parakou vers 1946 et entre au séminaire Petits Clercs de Ouidah où il fait ses classes dans l’enseignement ecclésiastique jusqu’à obtenir le baccalauréat en 1958. Il se rend ensuite à Rome pour poursuivre ses études. Il a fait également des études en sciences humaines à Paris,. 

### Ordination et nomination
Jacques Tanné est ordonné prêtre le 21 décembre 1963. De retour au Bénin en 1964, il est affecté à Parakou auprès de Robert Chopard-Lallier. Il est ensuite nommé professeur à l’Institut catholique de l’Afrique de l’Ouest à Abidjan. En 1990, il revient au Bénin et travaille avec Isidore de Souza. En 1994, il va au Gabon et devient curé de la Cathédrale Notre Dame de l’Assomption de Libreville. En plus de sa fonction de curé, il est Vice-Recteur du Grand Séminaire Saint Augustin pour la formation du clergé local. Il reste dans ces fonctions jusqu’en 2003 lorsqu'il prend congé de la Cathédrale pour être professeur et Directeur spirituel au Grand Séminaire,,,.

## Mort
Malade, Jacques Tanné meurt le 11 juillet 2020 à 85 ans à la Clinique Boni d’Akpakpa à Cotonou. Il est enterré le 17 juillet dans la commune de N’Dali,.